# John Burnett-Stuart
Sir John Theodosius Burnett-Stuart (Cirencester, 14 marzo 1875 – Winchester, 6 ottobre 1958) è stato un generale britannico.

## Biografia
Educato alla Repton School ed al Royal Military College, Sandhurst, John Burnett-Stuart divenne ufficiale nella Rifle Brigade nel 1895. Egli fu in servizio nella Frontiera nord-occidentale dell'India tra il 1897 ed il 1898. Tra il 1899 ed il 1902 venne trasferito in Sudafrica ove prestò servizio nella Seconda guerra boera e dove nel 1900 ottenne il Distinguished Service Order.
Egli prestò servizio nella prima guerra mondiale come General Staff Officer nel British Expeditionary Force raggiungendo il rango di Deputato Aiutante Generale al Quartier Generale delle forze armate britanniche in Francia nel 1917.
Dopo la guerra, nel 1919, egli venne nominato General Officer Commanding del distretto di Madras in India ove venne coinvolto nella repressione della Ribellione di Moplah a Malabar tra il 1921 ed il 1922. Su 10.000 guerriglieri coinvolti nelle rivolte ne vennero giustiziati 2.300.
Egli tornò nel Regno Unito e divenne Direttore delle Operazioni Militari e dell'Intelligence al War Office nel 1922 e quindi fu General Officer Commanding della 3rd Division nel 1926. Nel 1927 egli diresse degli esercizi con una forza meccanizzata sperimentale nella Piana di Salisbury nel Wiltshire. Egli venne nominato General Officer Commanding delle truppe britanniche in Egitto nel 1931 e General Officer Commanding-in-Chief del Southern Command nel 1934. Si ritirò dal servizio attivo nel 1938, morendo nel 1958.
Egli fu inoltre Aiutante di Campo Generale di re Giorgio V del Regno Unito dal 1935 al 1938 e Colonnello comandante del 1º battaglione della Rifle Brigade dal 1936 al 1945.
Fu Deputato Luogotenente per l'Aberdeenshire.